# Алиби
 Тази статия е за правното понятие.  За романа на Агата Кристи вижте Убийството на Роджър Акройд.  
Алиби (на латински: alibi – другаде) е юридически термин, използван в наказателното право – означава отсъствие (буквално: нахождение другаде) на лицето от мястото на престъплението по време на неговото извършване.
Алибито оправдава обвиняемия (заподозрения). То може да се счита за доказано, ако се установи достатъчно ясно, че той в момента на престъплението е бил на друго място. Това е целта на алибито.
Понякога се говори за субективно алиби, което се отнася до невъзможността за извършване на престъпление във връзка с характера на обвиняемия.